# Machimosaurus
Machimosaurus (лат.) — род вымерших рептилий из семейства телеозаврид, живших с поздней юры до раннего мела. Типовой вид, Machimosaurus hugii, обнаружен в Швейцарии. Несколько других видов были также найдены на территории Испании, Англии, Франции, Германии, Португалии, Швейцарии и Туниса. Первоначально считалось, что некоторые экземпляры Machimosaurus имели длину более 9 метров, что делало его крупнейшим представителем своего семейства и крупнейшим крокодиломорфом юрского периода. По более поздним данным, их длина составляла около 7 м.

## Открытие и виды

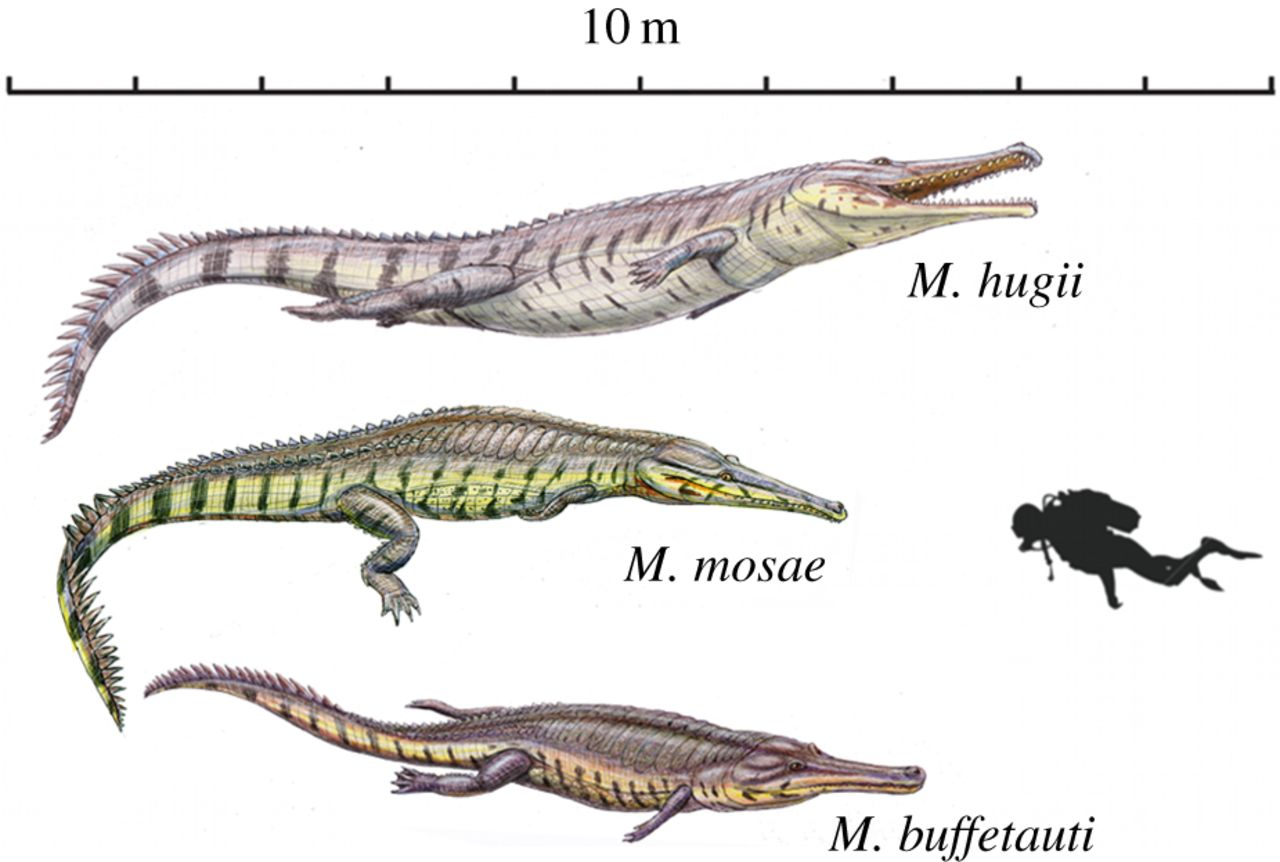
Реконструкция трёх европейских видов

В 1837 году Герман фон Майер описал многочисленные конические, тупые зубы с большим количеством продольных бороздок, обнаруженные в Швейцарии в качестве нового рода и вида — Madrimosaurus hugii. Однако, в 1838 году выяснилось, что в названии была допущена орфографическая ошибка и название было заменено на Machimosaurus hugii. Родовое название образовано от древнегреческого слова «makhimos», что означает «готовый к войне». Тупые конические зубы с продольными бороздами являются очень характерным признаком рода.
Окаменелости типового вида, помимо Швейцарии, известны также из Испании, Португалии и Туниса. M. ferox и M. interruptus ранее считались синонимами типового вида, но сейчас их считают возможными синонимами M. mosae.
Кребс (1967 год) считал M. mosae синонимом M. hugii, однако M. mosae теперь считается вторым действительным видом рода.
Два вида (М. bathonicus и М. rigauxi) известны из батского яруса Франции, однако отсутствие характерных тупых конических зубов может означать принадлежность к Steneosaurus.

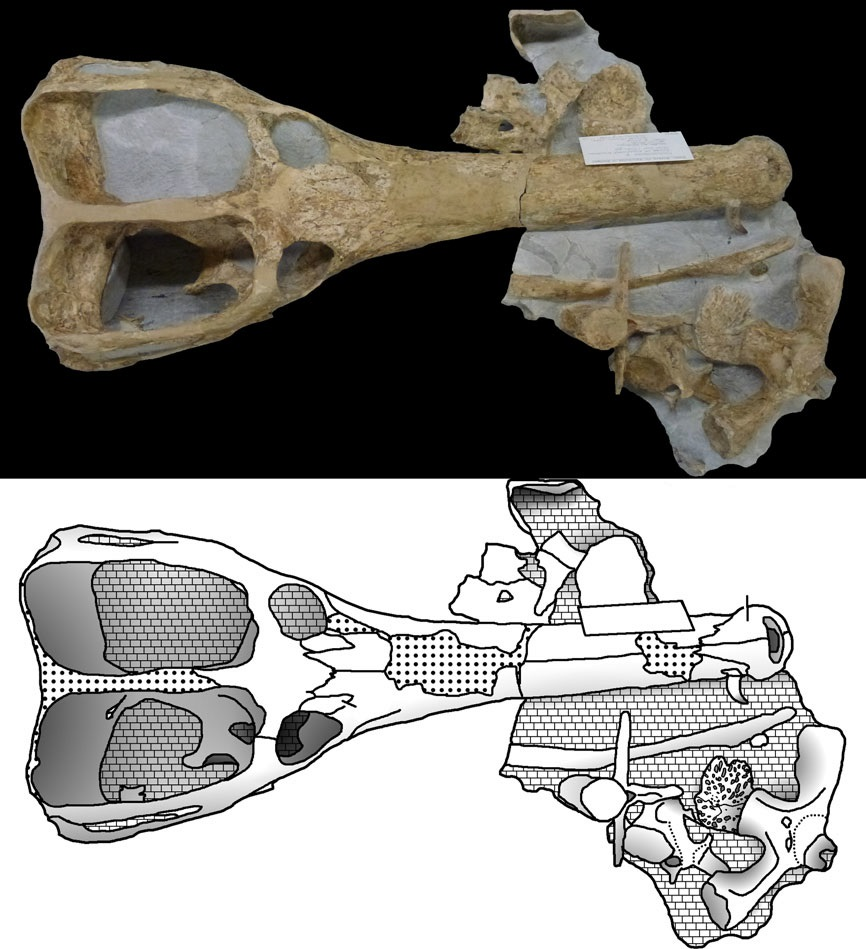
Череп

Янг и его коллеги провели пересмотр рода, указав действительными видами M. hugii, M. mosae и M. nowackianus, а так же выделили новый вид — Machimosaurus buffauti. Они предположили, что Machimosaurus был аналогичен современному крокодилу: в роде существует один крупный вид, способный к передвижению в море, а остальные виды находятся в условной географической изоляции.
Передняя часть нижней челюсти, приписываемая симолесту, вероятно, принадлежит крупному виду Machimosaurus.
В 2016 году из нижнемеловых отложений Туниса был описан новый вид — Machimosaurus rex. В настоящее время он считается крупнейшим видом рода, достигавшим длины около 9,6 м. Более поздние оценки дают меньшую длину — около 6,9—7,15 м. Детальное исследование черепа голотипа показало, что вид был неспециализированным хищником. Этот вывод был сделан на основе крепких, относительно коротких и тупых зубов.

## Палеобиология

### Разделение ниш обитания
В киммериджских отложениях Нижней Саксонии были обнаружены два рода телеозаврид (Steneosaurus и Machimosaurus) и два рода Neosuchia (Goniopholis и Theirosuchus). Machimosaurus и Steneosaurus так же были обнаружены в отложениях, датируемых титонским ярусом западной Франции.

### Питание

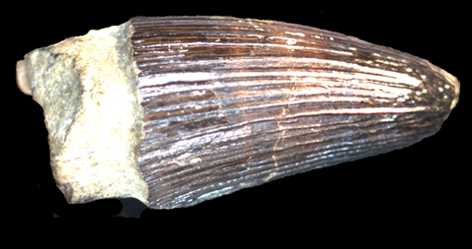
Зуб. Хорошо видны продольные бороздки

Следы зубов Machimosaurus huggi были обнаружены на бедренной кости зауропода Cetiosauriscus из Швейцарии. Это свидетельствует или о поедании трупа, или об активной охоте на динозавров. Ископаемые черепахи киммериджской эпохи из «Золотурнского черепахового известняка» несут на себе следы укусов и дробления, оставленные Machimosaurus. Аналогичные повреждения несут и черепахи из поздней юры Германии.
Анализ анатомии черепа Machimosaurus указывает на хелонофагию (поедание черепах) животного. Морфология зубов также свидетельствует о питании животными с панцирем или твёрдой наружной раковиной.

### Передвижение
Основываясь на особенностях строения позвоночника, некоторые виды рода Machimosaurus считаются обитателями открытого моря. Подобно современным крокодилам, Machimosaurus изгибал хвост из стороны в сторону волнообразными движениями, и тем самым передвигался в толще воды. Конечности использовались в качестве рулей и для лучшего баланса во время плавания. Мышцы головы и шеи были хорошо развиты, об этом говорит увеличенное место их крепления.